# Lapis speculare
Lapis speculare of mariaglas werd in het begin van onze jaartelling (14 tot 37) in Italië door Tiberius Julius Caesar Augustus gebruikt als een soort glas voor broeibakken op wielen (horte pensiles). Het bestond uit lichtdoorlatende platen van mica (muscoviet), alabaster (calciet), of talk.